# Gentiana papillosa
Gentiana papillosa är en gentianaväxtart som beskrevs av Adrien René Franchet. Gentiana papillosa ingår i släktet gentianor, och familjen gentianaväxter. Inga underarter finns listade i Catalogue of Life.